# La nuit des rois
La nuit des rois, ook bekend onder de Engelstalige titel Night of the Kings ("Nacht der koningen") is een Frans- en Dioulatalige dramafilm uit 2020, geregisseerd door Philippe Lacôte. De film is een Ivoriaans-Canadees-Franse productie. De film speelt zich af in een gevangenis in Ivoorkust.
De film won een reeks prijzen, waaronder de IFFR Youth Jury Award voor Lacôte op het International Film Festival Rotterdam in 2021.